# Michaił Wiktorow
Michaił Władimirowicz Wiktorow, ros. Михаил Владимирович Викторов (ur. 24 grudnia 1894?/5 stycznia 1895 w Jarosławiu, zm. 1 sierpnia 1938) – radziecki dowódca wojskowy, flagman floty I rangi (od 22 listopada 1935).

## Życiorys
Urodzony w rodzinie oficera. Ukończył Jarosławski Korpus Kadetów 1910. W 1913 z wyróżnieniem ukończył Korpus Morski. W 1924 ukończył kurs doskonalenia w Akademii Wojenno-Morskiej.
W czasie I wojny światowej pływał na okrętach Floty Bałtyckiej w stopniu porucznika. Po Rewolucji Październikowej wstąpił do służby w RKKF. Od stycznia 1918 był zastępcą dowódcy okrętu liniowego „Grażdanin”. Od listopada 1918 był zastępcą dowódcy krążownika „Oleg”. Od czerwca 1919 do kwietnia 1920 dowodził niszczycielem „Wsadnik”. Od sierpnia 1920 do kwietnia 1921 był dowódcą okrętów liniowych „Andriej Pierwozwannyj” i „Gangut”. 
Uczestniczył w stłumieniu buntu w Kronsztadzie w 1921. Potem był komendantem morskim Kronsztadu. Od maja 1921 był dowódcą sił morskich Floty Bałtyckiej. Od czerwca 1924 był dowódcą sił morskich na Morzu Czarnym. W latach 1924–1925 był szefem Zarządu Hydrograficznego RKKF. Od 1925 dowodził Flotą Bałtycką. W 1932 wstąpił do WKP(b). Od marca 1932 był dowódcą nowo utworzonej Floty Oceanu Spokojnego. 
W sierpniu 1937 został wyznaczony na stanowisko dowódcy sił morskich RKKA i członka Rady Wojskowo-Rewolucyjnej ZSRR. W tym samym roku został wybrany na deputowanego do Rady Najwyższej ZSRR. 
W grudniu 1937 Klimient Woroszyłow zaproponował mu, by złożył samokrytykę i przyznał się do przygotowywania spisku antypaństwowego oraz szpiegostwa na rzecz Japonii. Wiktorow odmówił, po czym 22 kwietnia 1938 został aresztowany. W czasie śledztwa przyznał się, że w 1933 był zwerbowany przez Jana Gamarnika do działalności w organizacji terrorystycznej, został tam zobowiązany do pracy sabotażowej we flocie i doprowadzenia do niemożności prowadzenia przez nią aktywnych działań bojowych w czasie wojny. 
1 sierpnia 1938 został skazany na karę śmierci przez rozstrzelanie. Wyrok został wykonany natychmiast. 14 marca 1956 został pośmiertnie zrehabilitowany.

## Odznaczenia
- Order Świętego Stanisława z mieczami i kokardą
- Order Lenina
- Order Czerwonego Sztandaru
- Order Czerwonej Gwiazdy